# CLASS IS OVER
《CLASS IS OVER》(클래스 이즈 오버)는 포켓돌스튜디오 자회사 M25 소속 걸 그룹 클라씨의 미니 앨범 1집이다. 2022년 5월 5일에 발매했다. 《방과후 설렘》 타이틀곡 <SAME SAME DIFFERENT> 작곡에 참여한 라이언 전이 프로듀서이고, 뮤직비디오 감독은 유성균이다. 음반 이름 앞에 붙인 미지수 Y는 알려지지 않은 미지(unknown unknowns)를 뜻하며 예측 불가능하고 스펙터클한 세계관을 상징한다. 5월 5일 엠카운트다운에서 데뷔 무대를 가졌다. 5월 29일 SBS 인기가요 출연을 끝으로 《CLASS IS OVER》 활동을 종료하고 6월 2일부터 《LIVES ACROSS》의 타이틀곡 〈CLASSY〉로 활동한다.

## 발매 전 정보
3월 25일 공개된 데뷔앨범 트랙리스트 영상에서 파트2에 포함된 음악이 《CLASS IS OVER》로 발매된다. 완성도에 대한 자신감의 표시로 4월 19일 SNS로 공개한 트랙리스트 포스터에서 모든 곡에 타이틀곡 표시를 붙였고, 메인 타이틀곡은 <SHUT DOWN>이다. <SHUT DOWN>은 케이팝과 발리우드의 느낌을 혼합한 케이우드(K-Wood)풍의 댄스곡이며, 가사에는 새로워진 자신을 마음껏 드러내겠다는 클라씨의 의지를 담았다. 뮤직비디오 제작에 영화 《부산행》, 드라마 《지금 우리 학교는》에 출연한 좀비 전문 연기자들이 참여했다.
4월 18일 오후 3시부터 실물 음반 예약판매를 시작했고, 4월 21일부터는 플랫폼 음반 예약판매도 시작했다.
4월 19일부터 22일까지 영상통화 응모 이벤트를 진행했고, 4월 22일 19시에 뮤직코리아에서 당첨자 명단을 발표했다. 4월 25일부터 28일까지 디엠씨뮤직에서 영상통화·대면사인회 응모 이벤트를, 4월 28일부터 5월 2일까지 원테이크스에서 영상통화 응모 이벤트를 진행했다.
4월 23일 데뷔앨범에서 모바일 게임 '슈퍼스타 방과후 설렘' 쿠폰도 받을 수 있다고 밝혔다. 쿠폰은 실물 음반에서만 제공된다.
4월 24일 스포일러 티저 영상을, 4월 28일과 5월 2일에 〈SHUT DOWN〉 뮤직비디오 티저 영상을 공개했다.
5월 4일 오후에 서울 광진구 예스24 라이브홀에서 《CLASS IS OVER》 발매 기념 쇼케이스를 개최하고 타이틀곡〈SHUT DOWN〉무대를 선보였으며,19시에 네이버 나우를 통해 방영한 데뷔 스페셜쇼 《클라씨 비긴즈(CLASS:y BEGINS)》에서 팬덤 이름 클리키와 음반 제작 과정 뒷이야기를 공개했다.
| 《CLASS IS OVER》 발매 전 정보공개 목록 |               |                                                                                   |
| 연도                                    | 날짜          | 공개사항                                                                          |
| 2022                                    | 3월 14일      | 첫 촬영 콘티, 뮤직비디오 감독 유성균                                              |
| 2022                                    | 3월 18일      | 그래픽 이미지, 프로듀서 라이언 전                                                 |
| 2022                                    | 3월 24일      | 트랙리스트 스포일러 이미지                                                        |
| 2022                                    | 3월 25일      | 데뷔앨범 트랙리스트 스포일러 영상                                                 |
| 2022                                    | 3월 26일      | 트랙리스트 스포일러 영상 비하인드 사진                                            |
| 2022                                    | 3월 30일      | 스토리보드 이미지                                                                 |
| 2022                                    | 4월 4일       | 첫 번째 데뷔 힌트 이미지                                                          |
| 2022                                    | 4월 5일       | 두 번째 데뷔 힌트 이미지, 개인 폴라로이드 사진                                    |
| 2022                                    | 4월 6일       | 티저 영상 '홍혜주의 첫 번째 유니버스_MY FIRST UNIVERSE'                           |
| 2022                                    | 4월 7일       | 세 번째 데뷔 힌트 이미지                                                          |
| 2022                                    | 4월 8일       | 티저 영상 'CLASS:y’s UNIVERSE - We customize our own.'                            |
| 2022                                    | 4월 11일      | 티저 영상 'CLASS:y’s UNIVERSE - We customize our own. Director's cut'             |
| 2022                                    | 4월 11일      | We customize our own. 비하인드 사진 - 팬들에게 작은 보답한 클라씨의 유니버스 세계 |
| 2022                                    | 4월 16일      | 데뷔 예고 이미지                                                                  |
| 2022                                    | 4월 17일      | 데뷔 날짜, 음반 이름, 발매 전 정보공개 일정, 오브제 포스터                        |
| 2022                                    | 4월 18일      | 1st Mini Album Y 《CLASS IS OVER》 CONCEPT PHOTO                                  |
| 2022                                    | 4월 19일      | 《CLASS IS OVER》 트랙리스트 포스터 가사 포스터                                   |
| 2022                                    | 4월 20일~27일 | CONCEPT PHOTO #01 박보은 원지민 김리원 홍혜주 윤채원 김선유 명형서                |
| 2022                                    | 4월 23일      | 《CLASS IS OVER》 스포일러 티저 이미지                                            |
| 2022                                    | 4월 24일      | 《CLASS IS OVER》 스포일러 티저 영상                                              |
| 2022                                    | 4월 28일      | 〈SHUT DOWN〉 뮤직비디오 티저 영상 #01                                            |
| 2022                                    | 4월 29일      | CONCEPT PHOTO #02 전체 멤버 김선유 박보은 원지민 김리원 홍혜주 윤채원 명형서      |
| 2022                                    | 5월 2일       | 〈SHUT DOWN〉 뮤직비디오 티저 영상 #02                                            |
| 2022                                    | 5월 3일       | 《CLASS IS OVER》하이라이트 메들리                                                |

## 수록곡
| #            | 제목                      | 작사                                                                                              | 작곡                                                                           | 편곡                                                        | 재생 시간 |
| ------------ | ------------------------- | ------------------------------------------------------------------------------------------------- | ------------------------------------------------------------------------------ | ----------------------------------------------------------- | --------- |
| 1.           | 〈UP〉                    | 연유진(MUMW), Tim Tan, Clara, Bush, NOK, 라이언전                                                 | Tim Tan, Clara, Bush, NOK, 라이언전                                            | NOK, Bush                                                   | 3:30      |
| 2.           | 〈SHUT DOWN〉             | 해다영, Hanif Hitamanic, Sabzevari, Dennis DeKo Kordnejad, Anna Timgren, 라이언전, 조이현, 김승환 | Hanif Hitamanic, Sabzevari, Dennis DeKo Kordnejad, Anna Timgren, 라이언전      | Hanif Hitamanic, Sabzevari, Dennis DeKo Kordnejad, 라이언전 | 3:26      |
| 3.           | 〈TELL ME ONE MORE TIME〉 | Lella, Scott Russell Stoddart, Anna Timgren, 라이언전                                             | Scott Russell Stoddart, Anna Timgren, 라이언전                                 | Scott Russell Stoddart, 라이언전                            | 3:27      |
| 4.           | 〈SUPER COOL〉            | Liljune, Peter Rycroft, Sarah Hudson, Jesse St. John, Jesse Thomas, Saint X, 라이언전, 김승환     | Peter Rycroft, Sarah Hudson, Jesse St. John, Jesse Thomas, Saint X, 라이언전   | Lostboy, Saint X, 라이언전                                  | 3:22      |
| 5.           | 〈FEELIN' SO GOOD〉       | 손다솔(MUMW), Dale Neville Askew, Jochanan Benjamin Samama, Scott Russell Stoddart, 라이언전      | Dale Neville Askew, Jochanan Benjamin Samama, Scott Russell Stoddart, 라이언전 | Scott Russell Stoddart, 라이언전                            | 3:09      |
| 총 재생 시간 | 총 재생 시간              | 총 재생 시간                                                                                      | 총 재생 시간                                                                   | 총 재생 시간                                                | 16:54     |

## 발매 후 활동
2022년 5월 5일 《CLASS IS OVER》를 발매하고 〈SHUT DOWN〉 뮤직비디오를 공개하며 정식으로 데뷔했다. 같은 날 엠카운트다운에서 첫 음악방송 무대를 가졌고 오후 8시 20분에는 《아이돌 라디오》에 출연했다. 음악방송에서의 〈SHUT DOWN〉 무대 응원방법을 공개했다.
5월 7일 트위터 블루룸 라이브를 진행했다. 멤버들이 〈SHUT DOWN〉 뮤직비디오 촬영 뒷이야기를 알려주고 사전에 팬들이 트위터로 보낸 질문에 답변했다.
5월 8일 공식 틱톡 채널을 개설했다.
5월 10일 더 쇼에서 처음으로 1위 후보에 올라 2위를 차지했다. 이날 일본에서 6월 22일 데뷔해 싱글앨범 《SHUT DOWN -JP Ver.-》을 9가지 형태로 발매하고, 27일·28일에 도쿄 도요스 PIT에서 27일·28일 일본 데뷔 팬미팅을 할 예정이라고 밝히고 일본 팬클럽 사이트를 개설했다.
5월 11일 쇼 챔피언에서 4위를 차지했다.
5월 13일 공개된 잇츠라이브 〈SHUT DOWN〉 무대에서 춤과 노래 모두 잘 소화해 호평을 받았다.
5월 25일 20시에 네이버 나우에서 매주 수요일마다 진행되는 온라인 예능쇼 《클라씨 연구소》를 처음으로 방송했다. 종료 직후에 네이버 바이브 파티룸으로 보이스 팬미팅을 했다.
5월 26일 《CLASS IS OVER》의 세계관을 잇는 미니 1집 Z 《LIVES ACROSS》를 발매하고 6월 2일부터는 새 앨범의 타이틀곡 〈CLASSY〉로 활동한다.
5월 29일 SBS 인기가요 출연을 끝으로 《CLASS IS OVER》 음악방송 활동을 종료했다.

### 뮤직비디오
| 연도 | 날짜     | 영상                             |
| ---- | -------- | -------------------------------- |
| 2022 | 5월 5일  | 〈SHUT DOWN〉                    |
| 2022 | 5월 12일 | 〈SHUT DOWN〉 좀비 퍼포먼스      |
| 2022 | 5월 18일 | 〈SHUT DOWN〉 그라운드 사커 버전 |

### 음악방송
| 연도 | 노래          | 방송사  | 프로그램명   | 날짜     |
| ---- | ------------- | ------- | ------------ | -------- |
| 2022 | 〈SHUT DOWN〉 | 엠넷    | 엠카운트다운 | 5월 5일  |
| 2022 | 〈SHUT DOWN〉 | 엠넷    | 엠카운트다운 | 5월 12일 |
| 2022 | 〈SHUT DOWN〉 | 엠넷    | 엠카운트다운 | 5월 26일 |
| 2022 | 〈SHUT DOWN〉 | KBS     | 뮤직뱅크     | 5월 6일  |
| 2022 | 〈SHUT DOWN〉 | KBS     | 뮤직뱅크     | 5월 13일 |
| 2022 | 〈SHUT DOWN〉 | KBS     | 뮤직뱅크     | 5월 20일 |
| 2022 | 〈SHUT DOWN〉 | KBS     | 뮤직뱅크     | 5월 27일 |
| 2022 | 〈SHUT DOWN〉 | MBC     | 쇼! 음악중심 | 5월 7일  |
| 2022 | 〈SHUT DOWN〉 | MBC     | 쇼! 음악중심 | 5월 14일 |
| 2022 | 〈SHUT DOWN〉 | MBC     | 쇼! 음악중심 | 5월 21일 |
| 2022 | 〈SHUT DOWN〉 | SBS     | 인기가요     | 5월 8일  |
| 2022 | 〈SHUT DOWN〉 | SBS     | 인기가요     | 5월 15일 |
| 2022 | 〈SHUT DOWN〉 | SBS     | 인기가요     | 5월 22일 |
| 2022 | 〈SHUT DOWN〉 | SBS     | 인기가요     | 5월 29일 |
| 2022 | 〈SHUT DOWN〉 | SBS MTV | 더 쇼        | 5월 10일 |
| 2022 | 〈SHUT DOWN〉 | SBS MTV | 더 쇼        | 5월 17일 |
| 2022 | 〈SHUT DOWN〉 | SBS MTV | 더 쇼        | 5월 24일 |
| 2022 | 〈SHUT DOWN〉 | MBC M   | 쇼 챔피언    | 5월 11일 |

### 방송 프로그램
| 연도 | 날짜          | 방송사 | 프로그램명                                                     |
| ---- | ------------- | ------ | -------------------------------------------------------------- |
| 2022 | 5월 5일       | MBC    | 《아이돌 라디오》 시즌2 78회                                   |
| 2022 | 5월 10일·17일 | MBC    | 《클라씨의 세계》 1·2회                                        |
| 2022 | 5월 12일      | MBC    | 《정오의 희망곡 김신영입니다》 '선생님을 모십니다' with 클라씨 |
| 2022 | 5월 14일      | MBC    | 《전지적 참견 시점》 199회                                     |
| 2022 | 5월 18일      | MBC M  | 《주간 아이돌》 562회                                          |
| 2022 | 5월 29일      | SBS    | 《두시탈출 컬투쇼》 (명형서,박보은 출연)                       |

### 인터뷰 기사
| 연도 | 날짜     | 언론사      |
| ---- | -------- | ----------- |
| 2022 | 3월 19일 | 오리콘 뮤직 |

### 관련 영상
| 연도 | 날짜     | 제작       | 제목                                            |
| ---- | -------- | ---------- | ----------------------------------------------- |
| 2022 | 5월 5일  | 원더케이   | 내돌의 온도차 〈SHUT DOWN〉                     |
| 2022 | 5월 5일  | M25        | 〈SHUT DOWN〉 응원법 (함성 버전)                |
| 2022 | 5월 6일  | M25        | 〈SHUT DOWN〉 응원법 (마라카스 버전)            |
| 2022 | 5월 6일  | KBS        | 《뮤직뱅크》 1117회 인터뷰                      |
| 2022 | 5월 7일  | M25        | 클라씨 멤버들의 〈SHUT DOWN〉 뮤직비디오 리액션 |
| 2022 | 5월 7일  | 트위터     | 블루룸 라이브                                   |
| 2022 | 5월 8일  | M25        | 〈SHUT DOWN〉 안무 연습                         |
| 2022 | 5월 9일  | MBC        | 《주간 아이돌》 기습 라이브                     |
| 2022 | 5월 10일 | M25        | 〈SHUT DOWN〉 라이브 스테이지 안무 연습         |
| 2022 | 5월 11일 | KBS        | 《아이돌 인간극장》 클라씨 편                   |
| 2022 | 5월 11일 | MBC M      | 《쇼 챔피언》 433회 인터뷰                      |
| 2022 | 5월 13일 | KBS        | 《매점 터는 아이돌》 11회                       |
| 2022 | 5월 13일 | MBC        | 잇츠라이브 〈SHUT DOWN〉                        |
| 2022 | 5월 15일 | M25        | 《CLASS IS OVER》 자켓 촬영 비하인드            |
| 2022 | 5월 17일 | tv Lab     | 팬바타 인터뷰(팬바타 엔터)                      |
| 2022 | 5월 18일 | M25        | 〈SHUT DOWN〉 뮤직비디오 촬영 비하인드          |
| 2022 | 5월 19일 | MBC M      | 《쇼 챔피언》 비하인드 235회                    |
| 2022 | 5월 20일 | SBS MTV    | 비하인드 《더 쇼》                              |
| 2022 | 5월 22일 | M25        | 〈SHUT DOWN〉 음악방송(5월 5일~11일) 비하인드   |
| 2022 | 5월 24일 | 블렌딩     | 뮤빗 라이브                                     |
| 2022 | 5월 26일 | 인스타그램 | 인스타 라이브                                   |
| 2022 | 6월 2일  | MBC M      | 《쇼 챔피언》 비하인드 236회                    |
| 2022 | 6월 3일  | 엠넷       | 《엠카운트다운》 〈SHUT DOWN〉 무대 교차편집    |
| 2022 | 6월 4일  | MBC        | 《쇼! 음악중심》 〈SHUT DOWN〉 무대 교차편집    |
| 2022 | 6월 30일 | KBS        | 《뮤직뱅크》 〈SHUT DOWN〉 무대 교차편집        |
| 2022 | 7월 15일 | tv Lab     | 팬바타 미공개 인터뷰                            |

### 팬이벤트
| 연도 | 날짜·시간                                 | 종류        | 응모처                                 | 장소               | 출처   |
| ---- | ----------------------------------------- | ----------- | -------------------------------------- | ------------------ | ------ |
| 2022 | 5월 13일 오전 10:00 ~ 5월 17일 오후 08:00 | 럭키드로우  | 에버라인                               | 에버라인 뮤직&카페 | [ 54 ] |
| 2022 | 5월 13일 오후 07:30                       | 영상통화    | 뮤직코리아                             |                    | [ 55 ] |
| 2022 | 5월 14일                                  | 미니 팬미팅 |                                        | SBS프리즘타워      | [ 56 ] |
| 2022 | 5월 14일 오후 06:30                       | 영상통화    | DMC                                    |                    | [ 57 ] |
| 2022 | 5월 14일 오후 07:30                       | 팬사인회    | DMC                                    | 성암아트홀         | [ 57 ] |
| 2022 | 5월 15일 오후 07:00                       | 영상통화    | 1Takes 보관됨 2022-04-28 - 웨이백 머신 |                    | [ 58 ] |
| 2022 | 5월 20일 오후 07:30                       | 영상통화    | 에버라인                               |                    | [ 59 ] |
| 2022 | 5월 21일 오후 06:30                       | 팬사인회    | 1Takes 보관됨 2022-05-21 - 웨이백 머신 | 바나나홀           | [ 60 ] |
| 2022 | 5월 22일 오후 07:00                       | 영상통화    | 미화당레코드                           |                    | [ 61 ] |
| 2022 | 5월 27일 오후 06:30                       | 영상통화    | 비트로드                               |                    | [ 62 ] |
| 2022 | 5월 28일 오후 07:00                       | 팬사인회    | 에버라인                               |                    | [ 63 ] |
| 2022 | 5월 29일 오후 07:00                       | 영상통화    | 조은뮤직                               |                    | [ 64 ] |

| 클라씨의 음반 |                               |                 |
| 없음          | 미니 앨범 1집 Y CLASS IS OVER | 미니 앨범 1집 Z |
| -             | 미니 앨범 1집 Y CLASS IS OVER | LIVES ACROSS    |
|               |                               |                 |
|               |                               |                 |